# Giovanni Domenico Perotti
Giovanni Domenico Perotti, född den 20 januari 1761 i Vercelli, död där den 24 mars 1825, var en italiensk tonsättare. Han var bror till Giovanni Agostino Perotti.
Perotti var domkapellmästare i sin hemstad. Han skrev operor och kyrkomusik.